# Редиф
Реди́ф (араб. رديف — букв. «той, хто сидить за вершником») — повторювання слова або кількох слів наприкінці кожного рядка в тюркомовній, арабській класичній та сучасній східній поезії, поширене, скажімо, в газелі.
Застосований у першому бейті, редиф без будь-яких змін має перейти весь вірш, як в одному з творів Гафіза, перекладеному В. Мисиком:
Днів, що з друзями провів, не забувай!
Тих далеких любих днів не забувай!
Як уста твої отруїть сум,
Тих, із ким ти пив і їв, не забувай!
Хай тебе вже й не пригадає ніхто,
Ти й тепер їх, як братів, не забувай! (…).